# SsangYong Actyon
Mẫu xe SsangYong Actyon /ækˈtiːən/ là một chiếc SUV dáng nhỏ được sản xuất bởi hãng sản xuất ô tô Hàn Quốc SsangYong Motor từ năm 2005-2011 cho thế hệ đầu tiên, và 2012 đến nay cho thế hệ thứ hai. Dòng xe này có 2 phiên bản là một chiếc SUV (Actyon) hoặc là một SUT - xe tải cỡ nhỏ (Actyon Sports). Dòng xe này ra đời để thay thế SsangYong Musso và Musso Sports. Tên của dòng xe này là một sự pha trộn của "hành động" (Action) và "trẻ trung" (Young).

## Tổng quan
Cả hai phiên bản đều có sẵn hệ thống 2WD hoặc 4WD và động cơ diesel VGT turbo đường ray chung thế hệ thứ ba, hoặc một phiên bản dùng động cơ xăng bốn xi lanh trên cam 2,3 lít. Thay thế Musso nguyên bản, Actyon Sports có chiều ngang rộng hơn, khả năng tải cao hơn và động cơ thiết kế bởi châu Âu tiết kiệm nhiên liệu hơn.
Chiếc xe cũng đi kèm với hệ thống treo trước xương đòn kép và phía sau liên kết 5 cũng như sẵn có hệ thống ESP (Chương trình ổn định điện tử) là một ưu đãi lớn từ nhà sản xuất Hàn Quốc. Cùng với ESP, Actyon đi kèm với điều khiển giảm tốc độ đồi theo tiêu chuẩn (trên một số mẫu).
Động cơ dầu diesel có nguồn gốc từ châu Âu sản xuất 104 kW (139 hp) công suất tại vòng tua 4000 vòng / phút và 310 N⋅m (229 lb⋅ft) mô-men xoắn tại 2700 vòng / phút. Động cơ xăng 2,3 lít sản xuất khoảng 110 kW (148 hp) tại 5500 vòng / phút quảng cáo 214 N⋅m (158 lb⋅ft) tại 4500 vòng / phút.
Các thiết bị tùy chọn khác bao gồm khóa điện tử, túi khí kép, khóa trung tâm cảm biến tốc độ, thiết bị cố định và báo động động cơ, cửa sổ điện, khóa cửa an toàn cho trẻ em và lót khay. Ban đầu, xe được cung cấp với hộp số tự động 4 cấp, Actyon sau đó được nâng cấp với hộp số tự động sáu cấp có nguồn gốc từ công ty Drivetrain Systems International của Úc.
Trong một vài năm, không có nhà nhập khẩu Úc nào cho SsangYong nên hợp đồng cung cấp cho hộp số tự động không còn nữa, sau đó thì Drivetrain Systems International tiếp nhận, cuối cùng được mua lại bởi tập đoàn Geely, nơi mà sau đó tất cả nhà máy sản xuất được chuyển sang Trung Quốc.
Sau một số vấn đề với hộp số tự động sáu cấp, Ssangyong trở lại hộp số tự động năm cấp cho Actyon Sports số tự động. Năm 2008, Phoenix Motorcars ở Ontario, California đã giới thiệu Phoenix SUV và Phoenix SUT cho các nhà Quản lý Đội Xe. Hai chiếc xe chạy bằng điện này dựa trên thiết kế của SsangYong Actyon SUV và SUT. Vào tháng 6 năm 2010, Actyon đã nhận được thêm một bản nâng cấp.

## Thiết kế mới
Vào năm 2012, Ssangyong đã ra mắt phiên bản cập nhật của mẫu bán tải Actyon Sports, tại thị trường Hàn Quốc có tên là Korando Sports, về cơ bản đó là phiên bản sản xuất của mẫu SUT-1 Concept Car, được trình bày tại Geneva Motor Show 2011. Họ cũng đã ra mắt một chiếc SUV Ssangyong Actyon được đổi mới có tên là Ssangyong Nomad vào năm 2014, nhưng nó chủ yếu được bán ở thị trường Kazakhstan cho đến năm 2017.

## Xe đua thể thao
SsangYong New Zealand đã ra mắt một loạt Actyon Racing vào năm 2014. Sê-ri cho dòng xe này là Actyons được sửa đổi một chút với hệ thống lực đẩy giống hệt nhau, cho phép người lái có khả năng xác định kết quả. Actyons Racing có động cơ xăng 2,3 lít của Mercedes-Benz được chuyển qua hộp số tuần tự bốn cấp và vi sai mở.
Hệ thống treo được hạ xuống để cải thiện khả năng xử lý và một lồng bảo vệ đầy đủ và dây nịt được lắp đặt.

## Thư viện

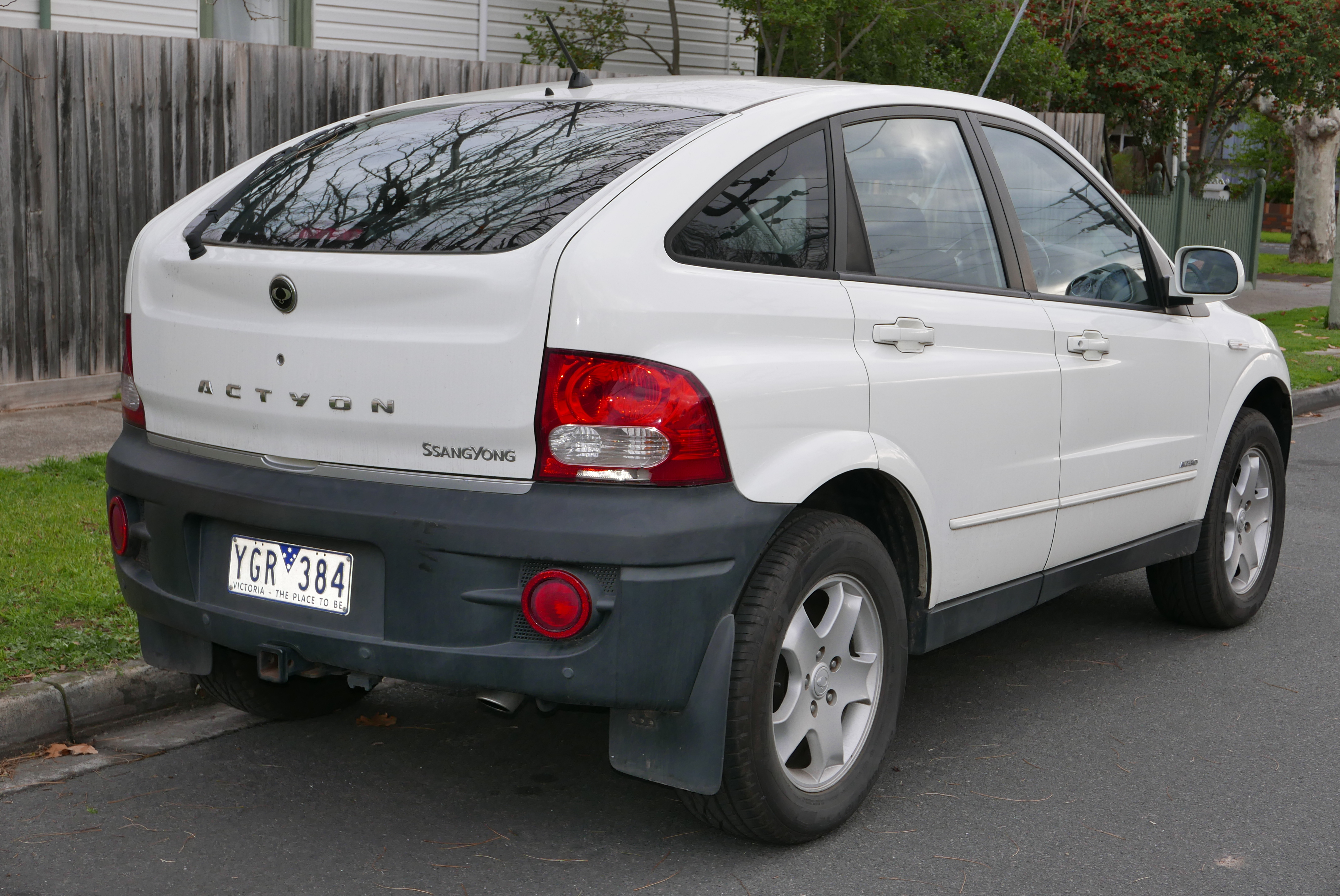
Trước khi nâng cấp SsangYong Actyon
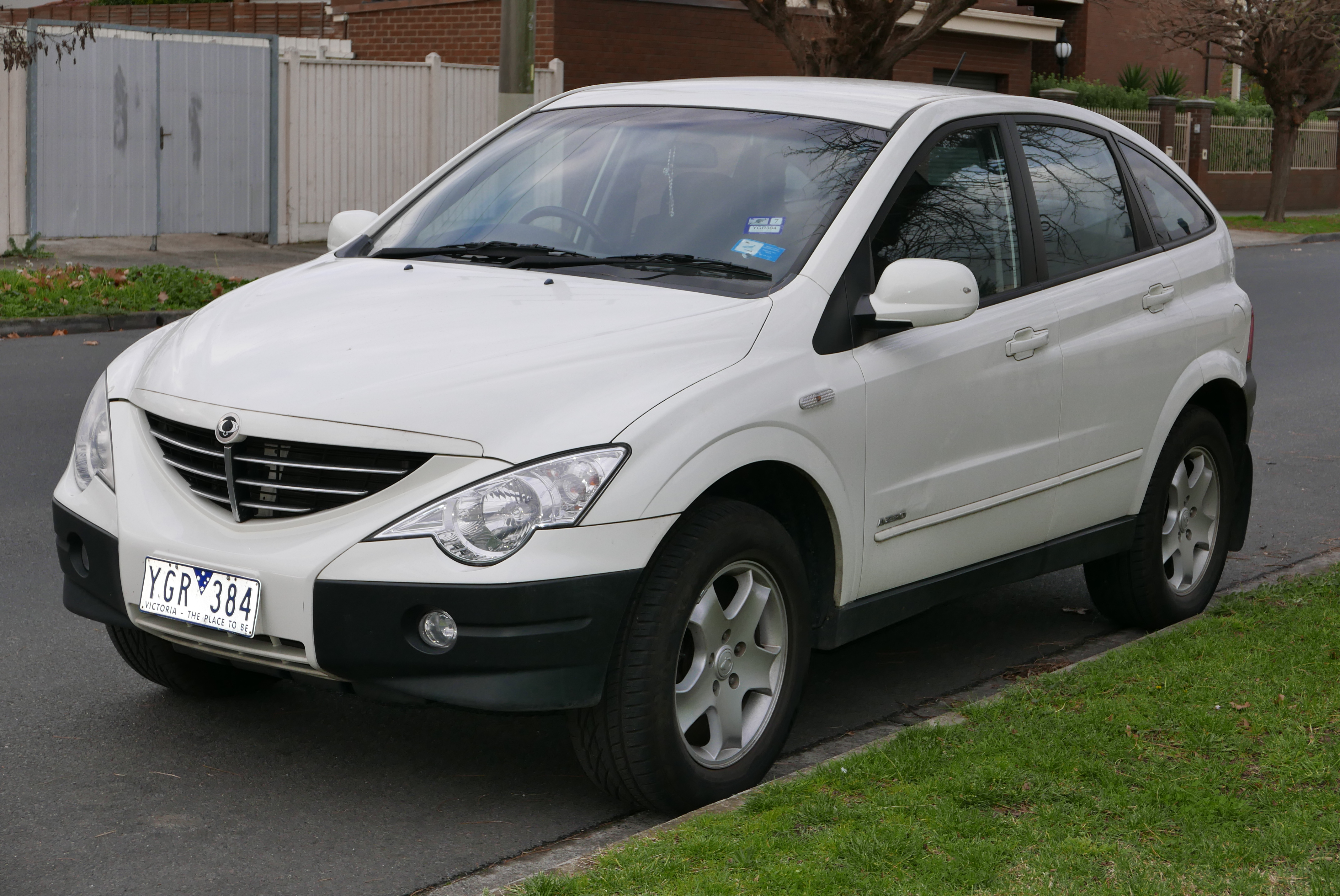
Trước khi nâng cấp Ssangyong Actyon
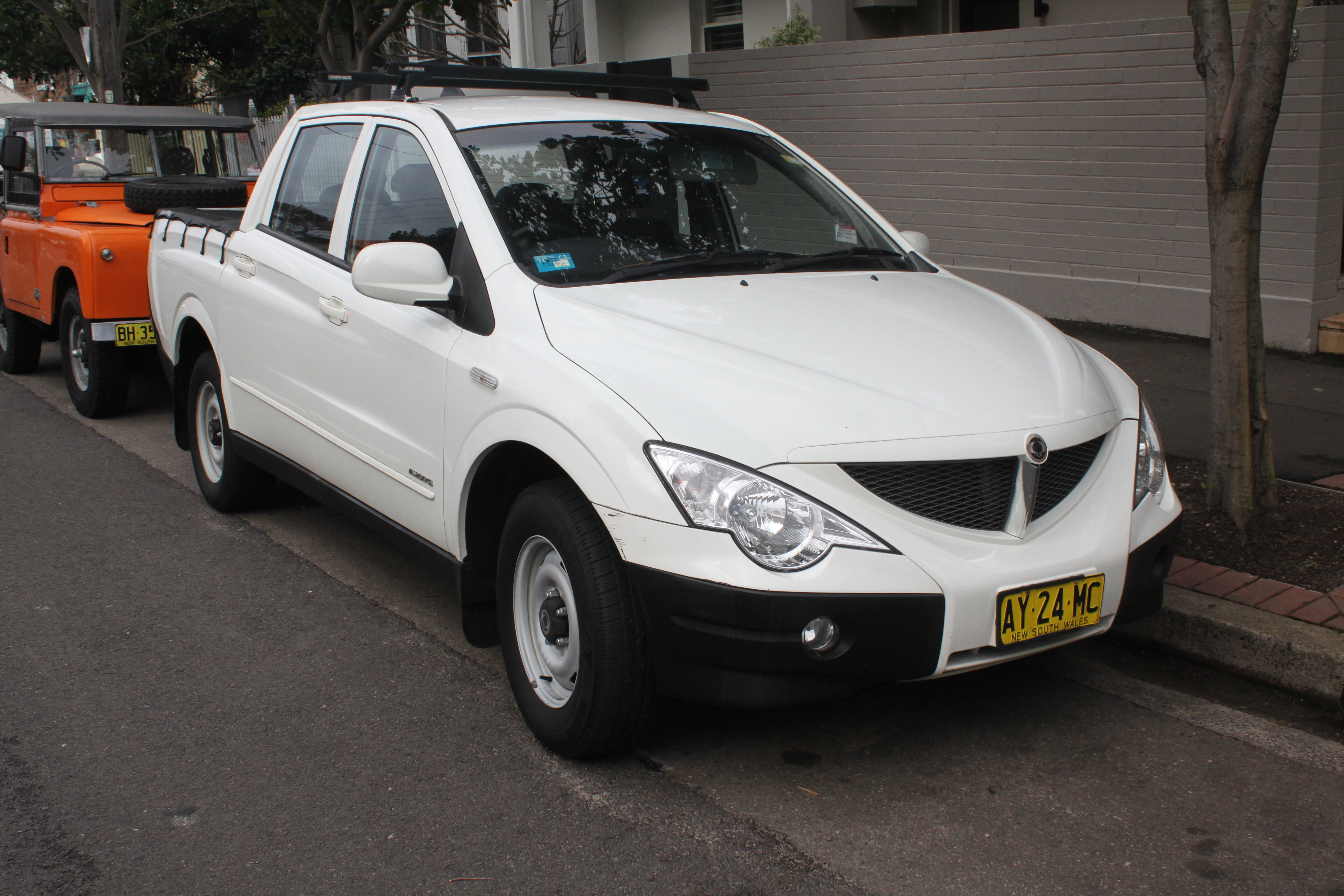
Trước khi nâng cấp SsangYong Actyon Sports
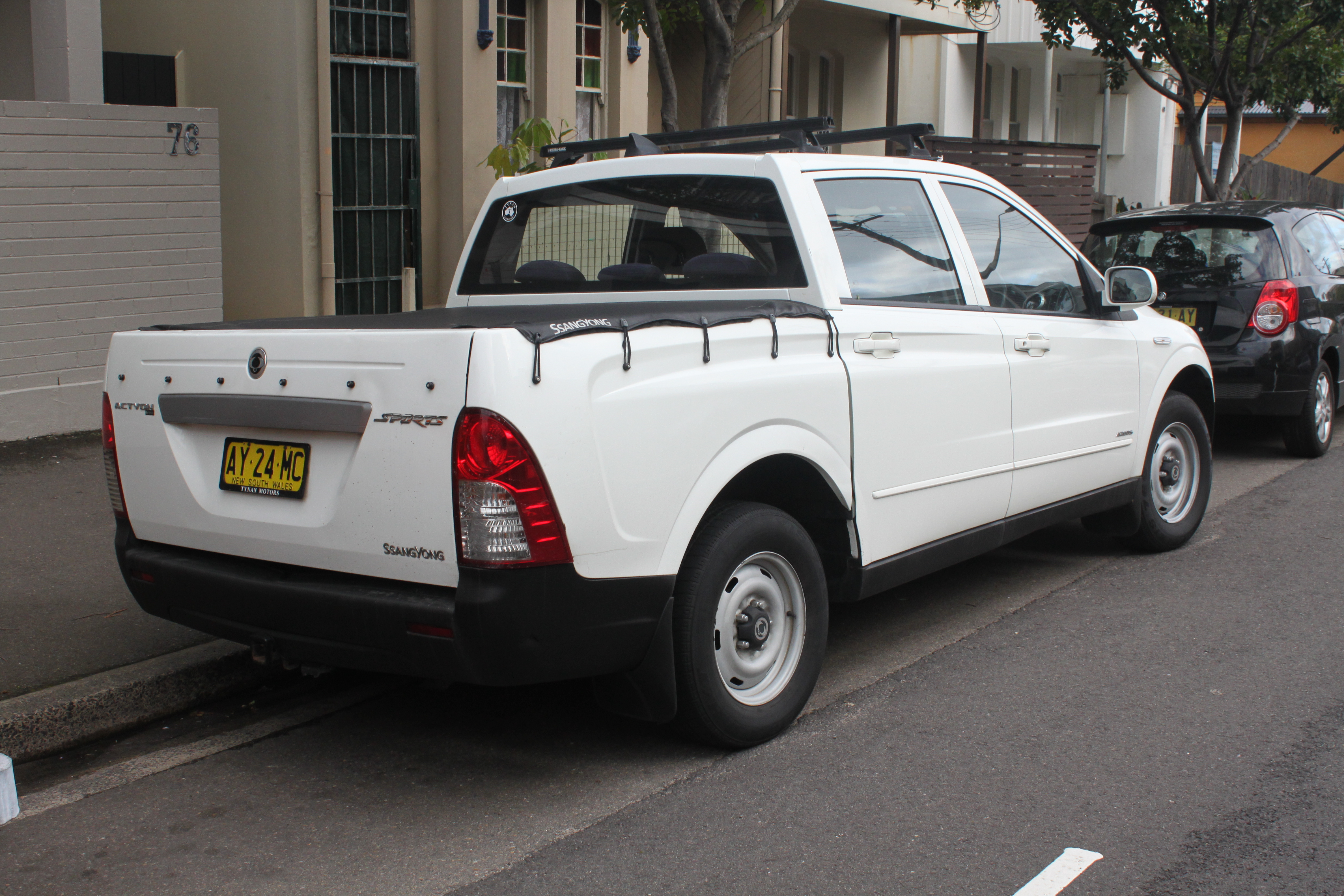
Trước khi nâng cấp SsangYong Actyon Sports
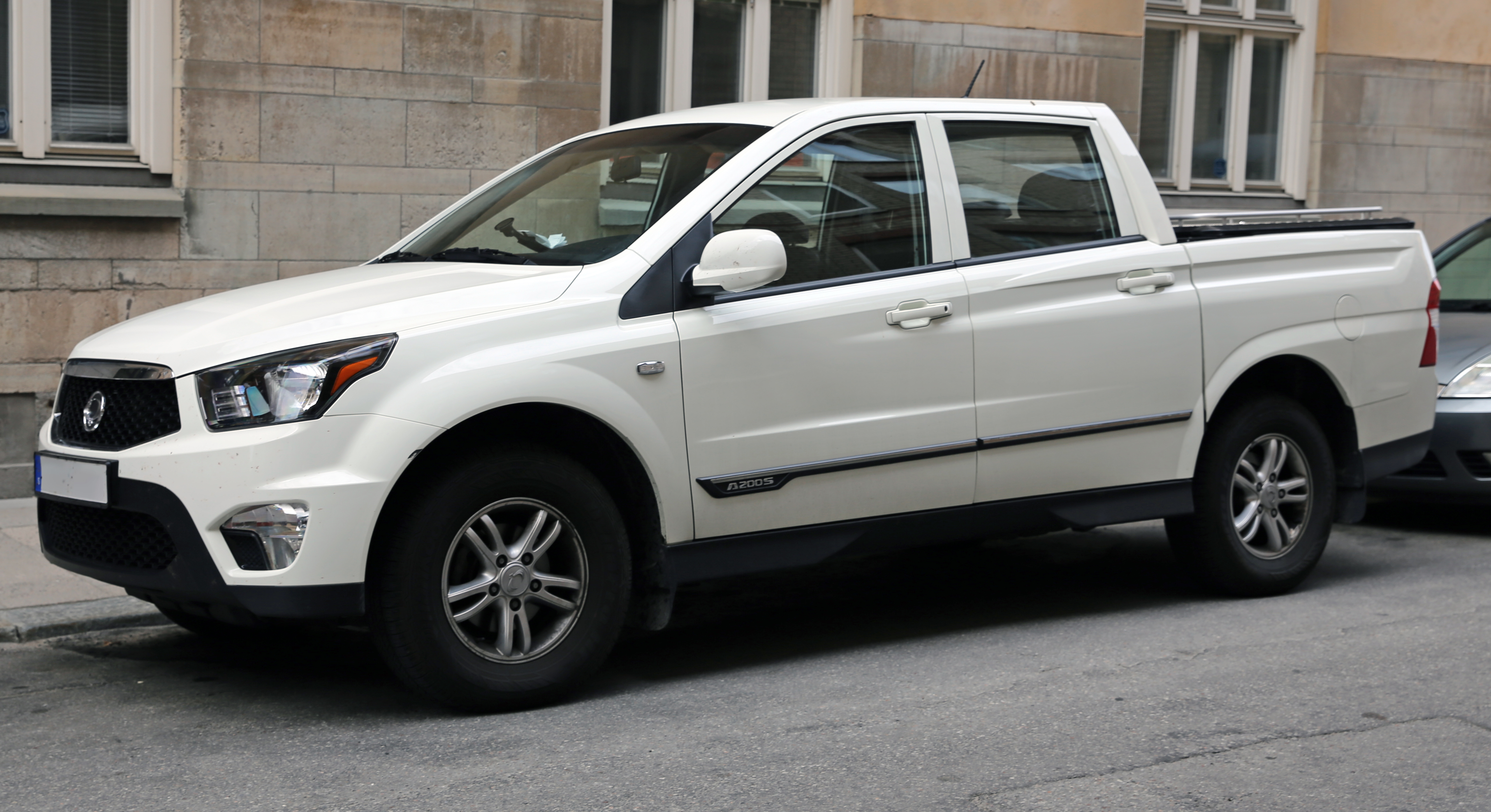
Bản nâng cấp SsangYong Actyon Sports
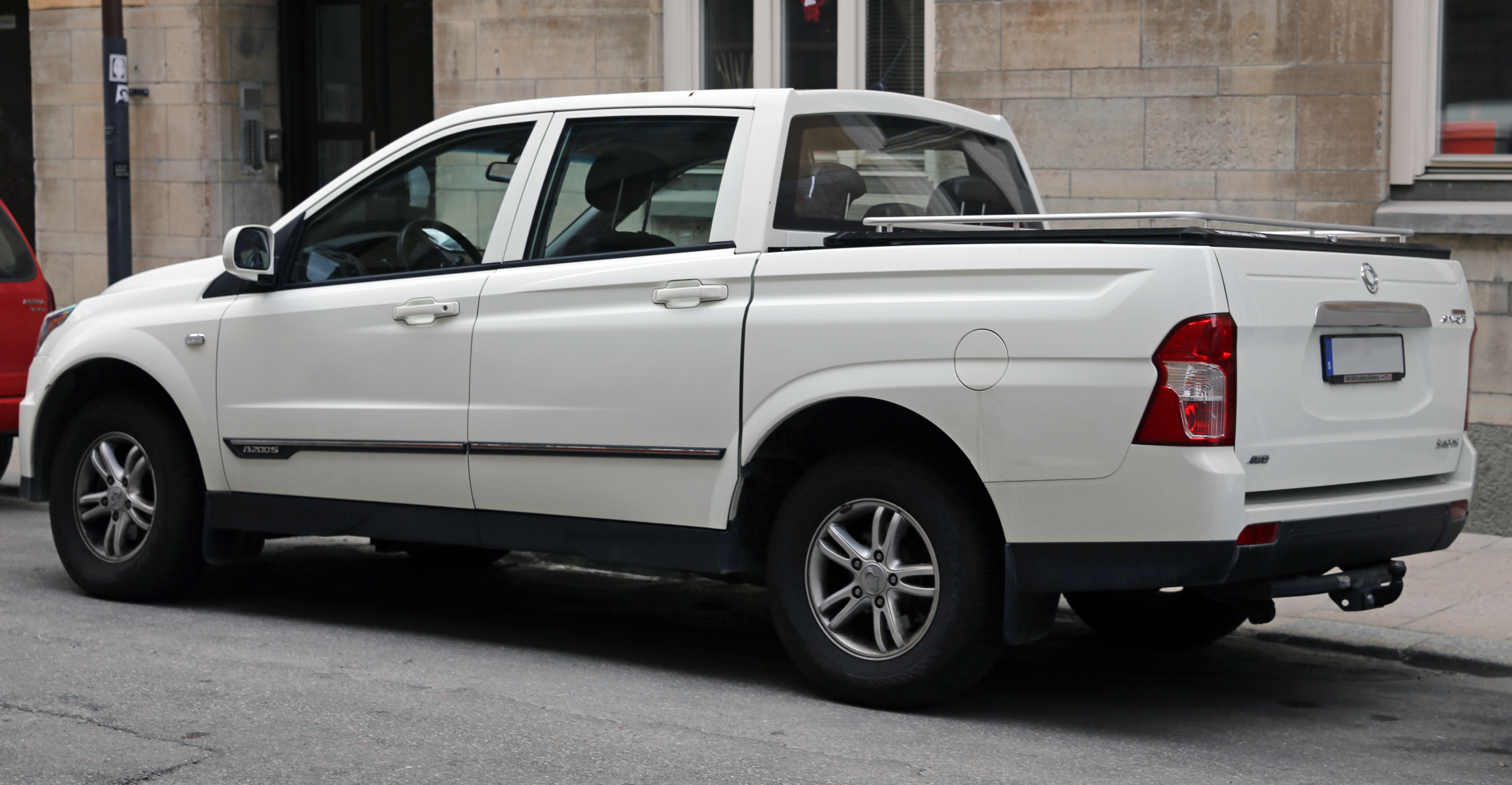
Bản nâng cấp SsangYong Actyon Sports
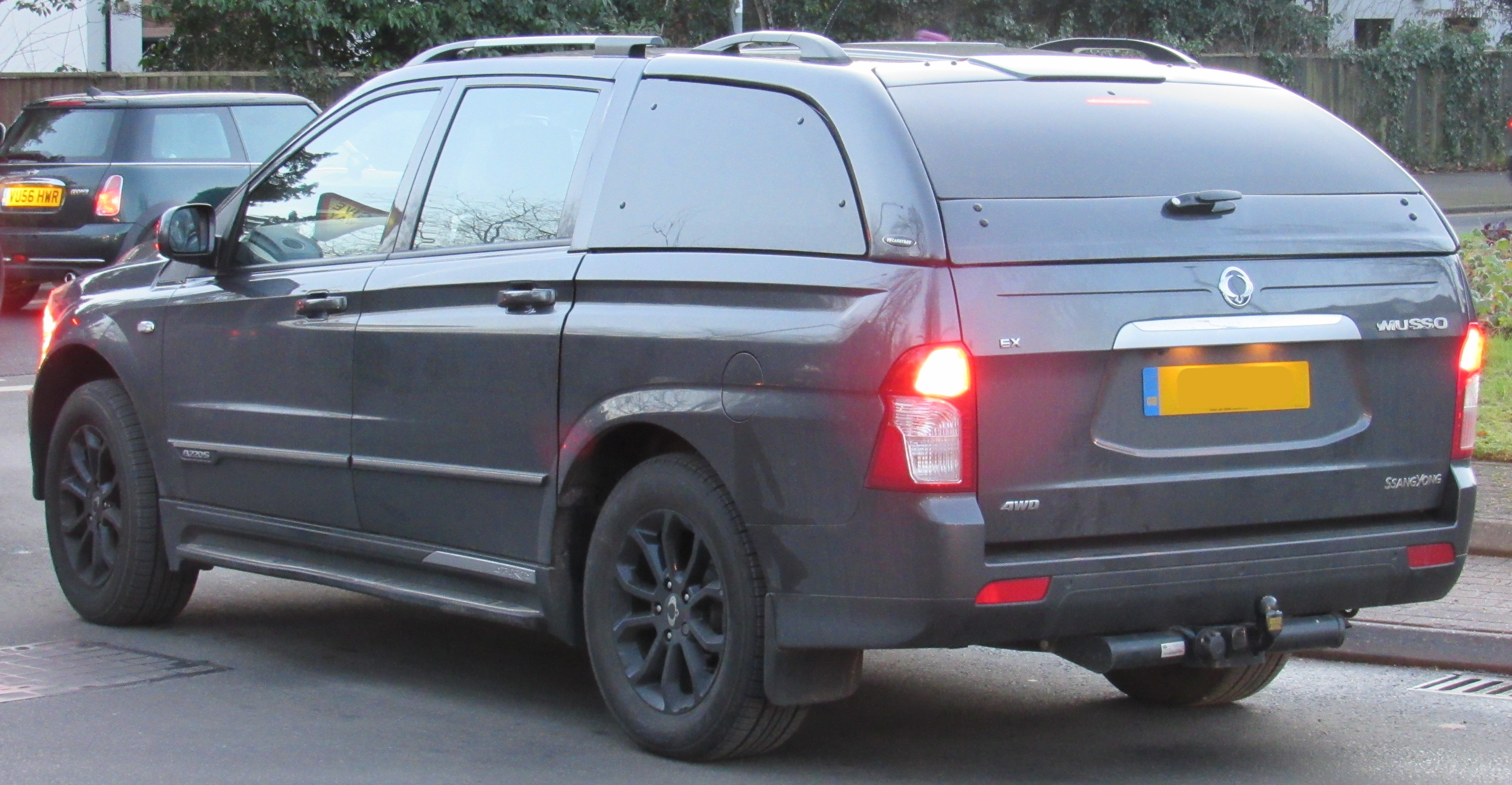
Bản nâng cấp Ssangyong Musso
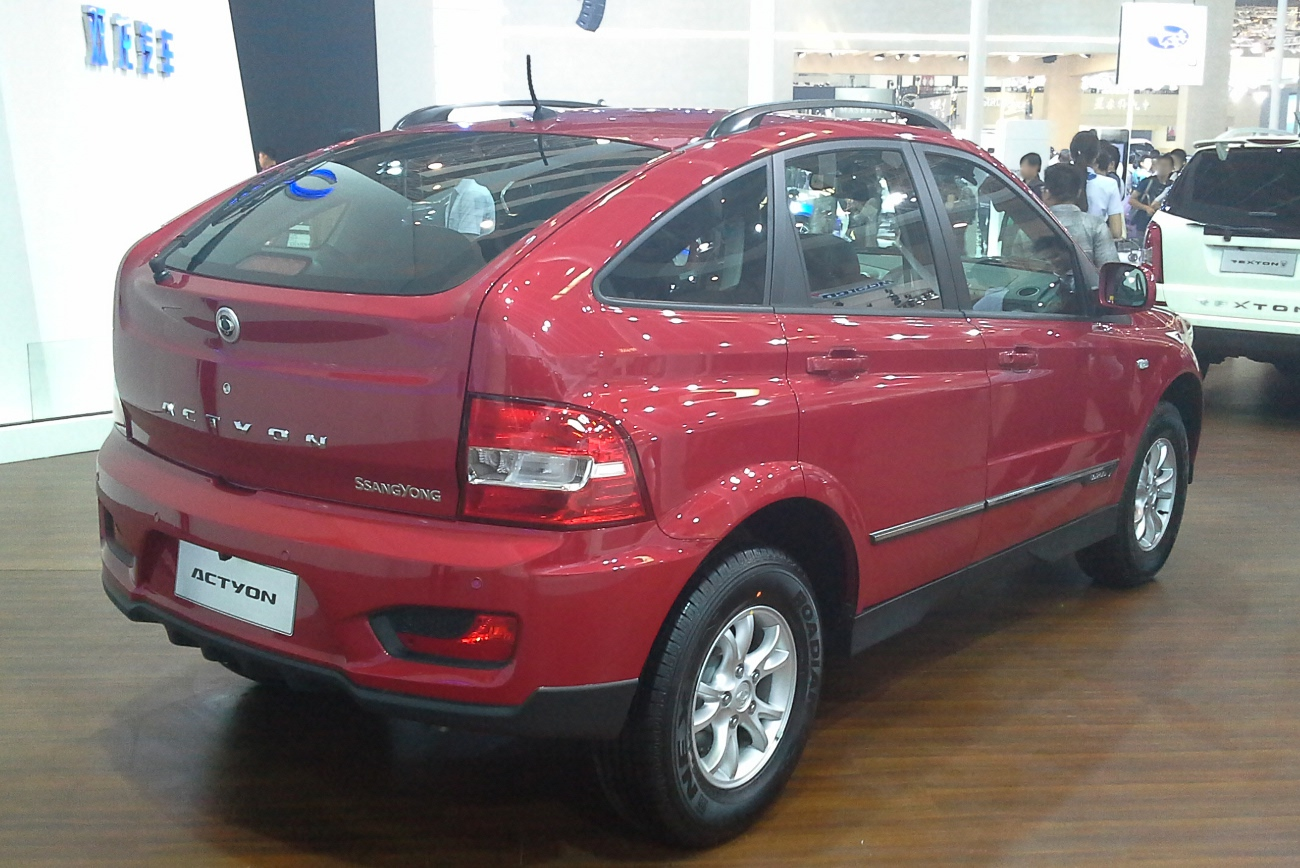
Bảng nâng cấp Ssangyong Actyon

## Liên kết
- Website chính thức